# Mistrzostwa Azji w Zapasach 2001
Mistrzostwa Azji w zapasach w 2001 roku rozegrano w dniach od 5 do 10 czerwca w Ułan Bator.

## Tabela punktowa
| Miejsce | Styl wolny mężczyzn | Styl wolny mężczyzn | Styl klasyczny mężczyzn | Styl klasyczny mężczyzn | Styl wolny kobiet | Styl wolny kobiet |
| Miejsce | Kraj                | Punkty              | Kraj                    | Punkty                  | Kraj              | Punkty            |
| ------- | ------------------- | ------------------- | ----------------------- | ----------------------- | ----------------- | ----------------- |
| 1       | Iran                | 75                  | Iran                    | 69                      | Chiny             | 55                |
| 2       | Mongolia            | 72                  | Uzbekistan              | 56                      | Japonia           | 52                |
| 3       | Indie               | 43                  | Chiny                   | 49                      | Mongolia          | 39                |
| 4       | Japonia             | 43                  | Japonia                 | 48                      | Indie             | 34                |
| 5       | Chiny               | 41                  | Korea Południowa        | 46                      | Chińskie Tajpej   | 30                |
| 6       | Korea Południowa    | 32                  | Kazachstan              | 44                      | Korea Południowa  | 29                |
| 7       | Uzbekistan          | 28                  | Mongolia                | 33                      | Kirgistan         | 20                |
| 8       | Kazachstan          | 26                  | Indie                   | 32                      | Turkmenistan      | 17                |
| 9       | Kirgistan           | 24                  | Kirgistan               | 21                      | Kazachstan        | 6                 |
| 10      | Korea Północna      | 19                  | Korea Północna          | 10                      |                   |                   |

## Wyniki mężczyźni

### styl wolny
| Waga   | Złoto:                     | Srebro:                 | Brąz:                     |
| 54 kg  | Tümendemberlijn Dzüünbajan | So Chang-il             | Mohammad Aslani           |
| 58 kg  | Behnam Tajjebi             | Cho Ho-jin              | Luwsandambyn Enchbajar    |
| 63 kg  | Nordżingijn Bajarmagnaj    | Damir Zachartdinow      | Ali Babaji Dżafari        |
| 69 kg  | Amir Tawakkolijan          | Ramesh Kumar            | Adjaachüügijn Boldsüch    |
| 76 kg  | Mahdi Hadżizade            | Bujandelgerijn Batbajar | Kunihiko Obata            |
| 85 kg  | Peżman Dorostkar           | Asłan Sanakojew         | Narancecegijn Bürenbaatar |
| 97 kg  | Ali Reza Hejdari           | Gandzorigijn Ganchujag  | Altan-Ochir               |
| 130 kg | Gelegdżamcyn Ösöchbajar    | Ali Reza Rezaji         | Chen Xingqiang            |

### styl klasyczny
| Waga   | Złoto:             | Srebro:               | Brąz:                 |
| 54 kg  | Kang Yong-gyun     | Hasan Rangraz         | Uran Kaliłow          |
| 58 kg  | Ali Aszkani        | Ai Linu’er            | Savriddin Navruzov    |
| 63 kg  | Mahdi Nasiri       | Damirbek Asyłbek uułu | Jin Yoon-young        |
| 69 kg  | Parwiz Zejdwand    | Ruslan Biktyakov      | Li Chunji             |
| 76 kg  | Taichi Suga        | Hosejn Maraszijan     | Wang Gang             |
| 85 kg  | Bae Man-ku         | Shingo Matsumoto      | Jewgienij Jerofajłow  |
| 97 kg  | Aleksiej Czegłakow | Rasul Dżazini         | Żasułan Ałmasbajew    |
| 130 kg | Ali Reza Gharibi   | Song Jidong           | Shermuhammad Qoʻziyev |

## Wyniki kobiety

### styl wolny
| Waga  | Złoto:         | Srebro:                  | Brąz:                   |
| 46 kg | Tomoe Oda      | Cogtbadzaryn Enchdżargal | Tang Liqiong            |
| 51 kg | Chiharu Ichō   | Li Xuehua                | Najdangijn Otgondżargal |
| 56 kg | Sun Dongmei    | Sunita Sharma            | Mariko Shimizu          |
| 62 kg | Ayako Shōda    | Su Huihua                | Oczirbatyn Mjagmarsüren |
| 68 kg | Wang Xu        | Jana Panowa              | Olesýa Nazarenko        |
| 75 kg | Kang Min-jeong | Ma Bailing               | Mimi Sugawara           |

## Tabela medalowa
| Poz. | Państwo          |   |   |   | Razem |
| ---- | ---------------- | - | - | - | ----- |
| 1    | Iran             | 9 | 4 | 2 | 15    |
| 2    | Japonia          | 4 | 1 | 3 | 8     |
| 3    | Mongolia         | 3 | 3 | 5 | 11    |
| 4    | Chiny            | 2 | 5 | 5 | 12    |
| 5    | Korea Południowa | 2 | 1 | 1 | 4     |
| 6    | Uzbekistan       | 1 | 3 | 3 | 7     |
| 7    | Korea Północna   | 1 | 1 | 0 | 2     |
| 8    | Indie            | 0 | 2 | 0 | 2     |
| 9    | Kazachstan       | 0 | 1 | 1 | 2     |
| 10   | Kirgistan        | 0 | 1 | 1 | 2     |
| 11   | Turkmenistan     | 0 | 0 | 1 | 1     |